# Queen (ROUAGEの曲)
「Queen」（クイーン）は、ROUAGEのメジャー1枚目のシングル。1996年4月22日発売。マーキュリー・ミュージックエンタテインメント（現・ユニバーサルミュージック）よりリリース。

## 解説
メジャーデビュー作、2曲とも1stアルバム『BIBLE』に収録されるが、(Album Mix)になっており、シングルバージョンは本作でしか聞く事が出来ない。

## 収録曲
1. Queen
  - 作詞:KAZUSHI/作曲:RIKA/編曲:根元尚司+ROUAGE

シングルバージョンは本作のみに収録。
2. Original sin
  - 作詞:KAZUSHI/作曲:SHONO/編曲:根元尚司+ROUAGE

シングルバージョンは本作のみに収録。